# Bret Erickson
‎Bret E. Erickson, ameriški podčastnik in športni strelec, * 26. september 1960, Blair, Nebraska.
Dement je sodeloval na poletnih olimpijskih igrah leta 1992, leta 1996 in leta 2004 (strelstvo, trap).
Je član U.S. Army Marksmanship Unit.